# A Lost Lady (film, 1934)
Pour les articles homonymes, voir A Lost Lady.
Pour plus de détails, voir Fiche technique et Distribution.
A Lost Lady est un film américain réalisé par Alfred E. Green, sorti en 1934.

## Synopsis
Marian et Ned se marient dans deux jours mais il est accusé par un homme d'avoir une liaison avec sa femme et se fait tuer par ce dernier. Marian se rend alors dans une station balnéaire qu'elle aime dans les Rocheuses canadiennes dans l'espoir que cela la sortira de son retrait émotionnel. Un jour qu'elle marchait seule, elle tombe d'un rebord et se blesse à la jambe. Elle est découverte et sauvée par Dan Forrester et son chien Sandy. Dan rend visite à Marian tous les jours, même si elle est toujours bouleversée par la mort de son fiancé. Avant de rentrer chez lui, Dan lui demande de l'épouser. Elle refuse d'abord, lui disant qu'elle ne l'aime pas, mais il ne se laisse pas décourager. Au dernier moment, elle change d'avis et accepte sa proposition. Après le mariage, cependant, ils dorment dans des chambres séparées.
Le couple se rend à Chicago, où il dirige un cabinet d'avocats prospère. Pour la sortir de sa dépression, il lui construit un manoir à la campagne et tout va assez bien, jusqu'au jour où Frank Ellinger doit faire un atterrissage d'urgence sur son domaine après que son avion soit tombé en panne de carburant. La prenant pour une servante, il l'attrape et l'embrasse. Elle le gifle et s'en va, mais des émotions mortes depuis longtemps sont remuées en elle. Ils sont tous les deux surpris lorsqu'ils se rencontrent plus tard. Il s'avère diriger une entreprise de transport. Elle rejette ses avances, mais il persiste. Lorsque Dan se rend à New York pour trois semaines pour ses affaires, Frank la voit tous les jours et Marian retombe bientôt amoureuse.
Quand Dan revient, Marian lui annonce la nouvelle. Il est dévasté. Il reste éveillé toute la nuit à essayer de maîtriser ce développement, même s'il a une affaire d'entreprise majeure qui sera jugée le lendemain. Au procès, il s'effondre et fait une crise cardiaque. Marian, qui avait déjà emballé ses vêtements pour aller voir Frank, refuse de quitter le manoir malgré l'insistance de Frank. C'est maintenant elle qui essaie de remonter le moral de Dan. Elle se rend alors compte qu'elle en est enfin venue à aimer son mari et le lui dit.

## Fiche technique
- Titre original : A Lost Lady
- Réalisation : Alfred E. Green et Phil Rosen (non crédité)
- Scénario : Gene Markey et Kathryn Scola d'après un roman de Willa Cather
- Société de production : Warner Bros. Pictures
- Musique : Ray Heindorf, Heinz Roemheld et Bernhard Kaun (non crédités)
- Photographie : Sidney Hickox
- Montage : Owen Marks
- Direction artistique : Jack Okey
- Costumes : Orry-Kelly
- Société de production : First National Pictures
- Société de distribution : Warner Bros. Pictures
- Pays de production :  États-Unis
- Langue : Anglais
- Format : Noir et blanc - Son : Mono
- Genre : Drame
- Durée : 61 minutes
- Date de sortie :
  - États-Unis : 29 septembre 1934

## Distribution
- Barbara Stanwyck : Marian Ormsby Forrester
- Frank Morgan : Daniel 'Dan' Forrester
- Ricardo Cortez : Frank Ellinger
- Lyle Talbot : Neil Herbert
- Phillip Reed : Ned Montgomery
- Hobart Cavanaugh : Robert, le maître d'hôtel de Forrester
- Henry Kolker : John Ormsby
- Rafaela Ottiano : Rosa, la bonne
- Edward McWade : Simpson, réceptionniste
- Walter Walker : Juge Hardy
- Samuel S. Hinds : Jim Sloane
- Willie Fung : Le cuisinier Forrester
- Jameson Thomas : Lord Verrington
- Eulalie Jensen (non créditée) : Mme Sloane